# Odontotrochus
Odontotrochus is een geslacht van weekdieren uit de klasse van de Gastropoda (slakken).

## Soorten
- Odontotrochus chlorostomus (Menke, 1843)
- Odontotrochus poppei Lan, 1991